# Fleurs de sang
Fleurs de sang è un film del 2002 diretto da Alain Tanner e Myriam Mézières.